# フラン・エスクリバ
フランシスコ・"フラン"・エスクリバ・セグラ（Francisco 'Fran' Escribá Segura、1965年5月3日 - ）は、スペイン・バレンシア出身の元サッカー選手、現サッカー指導者。ポジションはFW。

## クラブ経歴
選手としての経歴は輝かしいものではなかった。バレンシアCFの下部組織で育成されたエスクリバだったが、バレンシアでのトップチーム昇格は叶わず、同クラブを退団後、FCアンドラとピノーソCFにてそれぞれ1シーズンプレーして現役を引退した。
現役を引退後、指導者に転身し、2002年には古巣バレンシアCFのユースチーム監督を務め始めた。その後はSLベンフィカやアトレティコ・マドリードなどでアシスタントコーチを務め、指導者としての経験を積んだ。
2012年6月12日、当時セグンダ・ディビシオンに所属していたエルチェCFの監督に就任した。就任1年目にしてエルチェを24年ぶりのプリメーラ復帰へと導くと、シーズン終了後にクラブとの契約を2年間延長した。
2015年6月25日、エルチェがセグンダに降格したことで解任され、フリーの身となったエスクリバはヘタフェCFからの誘いを受け、ヘタフェの監督に就任した。翌年4月11日、成績不振により解雇された。
2016年8月11日、ビジャレアルCFの監督の座に就いた。ビジャレアルでの1シーズン目はクラブをリーグ5位に導き、UEFAヨーロッパリーグ予選出場権をクラブにもたらした。
2017年9月26日、メンバーに負傷者が続出していたことが影響して、この日のヘタフェ戦に0-4で惨敗した。3時間後、エスクリバの解任が正式に発表された。
2019年3月3日、ミゲル・カルドーゾの後任としてセルタ・デ・ビーゴの監督に就任した 。
2021年2月、エルチェCFの監督に再任した。
2022年11月、レアル・サラゴサの監督に就任した。2023年11月20日、直近のリーグ戦6試合で勝ち星という不振に陥り、解任された。

## 監督成績
2023年11月20日現在
| クラブ       | 国           | 就任          | 退任           | 記録 | 記録 | 記録 | 記録 | 記録 | 記録 | 記録 | 記録   |
| クラブ       | 国           | 就任          | 退任           | 試   | 勝   | 分   | 敗   | 得   | 失   | 差   | 勝率   |
| ------------ | ------------ | ------------- | -------------- | ---- | ---- | ---- | ---- | ---- | ---- | ---- | ------ |
| エルチェ     | スペインの旗 | 2012年6月12日 | 2015年6月26日  | 125  | 44   | 36   | 45   | 122  | 152  | −30  | 035.20 |
| ヘタフェ     | スペインの旗 | 2015年6月26日 | 2016年4月11日  | 34   | 8    | 7    | 19   | 31   | 59   | −28  | 023.53 |
| ビジャレアル | スペインの旗 | 2016年4月11日 | 2017年9月25日  | 59   | 26   | 16   | 17   | 82   | 63   | +19  | 044.07 |
| セルタ       | スペインの旗 | 2019年3月3日  | 2019年11月3日  | 24   | 6    | 7    | 11   | 23   | 33   | −10  | 025.00 |
| エルチェ     | スペインの旗 | 2021年2月14日 | 2021年11月21日 | 31   | 7    | 8    | 16   | 26   | 44   | −18  | 022.58 |
| サラゴサ     | スペインの旗 | 2022年11月7日 | 2023年11月21日 | 45   | 14   | 17   | 14   | 48   | 45   | +3   | 031.11 |
| 合計         | 合計         | 合計          | 合計           | 318  | 105  | 91   | 122  | 312  | 396  | −84  | 033.02 |

## タイトル

### 指導者時代
エルチェCF
- セグンダ・ディビシオン : 1回 (2012-13)

個人
- ミゲル・ムニョス賞 : 1回 (2012-13)